# Eduardo F. Acosta y Lara
Eduardo Federico Acosta y Lara (* 8. Juli 1917 in Montevideo, Uruguay; † 14. Februar 2014) war ein uruguayischer Historiker und Anthropologe.
Acosta y Lara, der bereits seit 1931 das Museo Nacional de Historia Natural regelmäßig besuchte, studierte zunächst zoologische Biologie, Ethnographie und Archäologie. 1932 trat er in die Sociedad Amigos de la Antropología ein, arbeitete lange Zeit als deren Sekretär und veröffentlichte zahlreich in der Zeitschrift der Gesellschaft. Von 1938 bis 1962 arbeitete er als Besatzungsmitglied bei der Fluggesellschaft PLUNA. Dort wurde er 1956 mit dem Abzeichen Millionär der Lüfte ausgezeichnet, da er die Marke von 15.000 Flugstunden überschritten hatte. Acosta y Lara, der Feldstudien durchführte und sich mittlerweile im Museo Nacional de Historia Nacional befindliche zoologische Sammlungen aufbaute, unternahm mehrfach Reisen an den Amazonas, nach Mato Grosso, ins östliche Paraguay und nach Nord-Bolivien. Auch gehörte er als Beobachter der Besatzung von Walfangschiffen vor den Azoren an. Acosta y Lara galt als Spezialist für Fledermäuse und war im Besitz der landesweit umfangreichsten Sammlung dieser Tiere. Diese Sammlung wurde 1969 seitens des uruguayischen Staates erworben. Seine geschichtlichen Veröffentlichungen befassen sich insbesondere mit der Ethnohistorie. Acosta y Lara, der numerisches Mitglied des Instituto Histórico y Geográfico del Uruguay war, war von 1979 bis 1986 Assistent am Lehrstuhl für Anthropologie der geistes- und erziehungswissenschaftlichen Fakultät (FHCE) der Universidad de la República.

## Veröffentlichungen
- 1961: La Guerra de los Charrúas en la Banda Oriental
  - Band 1: Período hispánico
  - Band 2: Período patrio
- 2002: El País Charrúa